# 350 (číslo)
Tři sta padesát je přirozené číslo, které následuje po čísle tři sta čtyřicet devět a předchází číslu tři sta padesát jedna. Římskými číslicemi se zapisuje CCCL a řeckými číslicemi τν.

## Matematika
350 je:
- Abundantní číslo
- Nešťastné číslo
- Číslo dělitelné počtem prvočísel menších než číslo samotné

## Astronomie
- (350) Ornamenta je planetka hlavního pásu, kterou objevil v roce 1892 Auguste Charlois

## Doprava
- Silnice II/350 je česká silnice II. třídy vedoucí na trase Štoky – Přibyslav – Polnička – Herálec – silnice II/343[1]

## Komunikace
- +350 je mezinárodní telefonní předvolba Gibraltaru

## Roky
- 350
- 350 př. n. l.